# 交響曲第6番 (シューベルト)
交響曲第6番（こうきょうきょくだいろくばん）ハ長調 D 589は、フランツ・シューベルトが1817年に作曲した交響曲。同じくハ長調で書かれた第8番『ザ・グレート』と比較すると小規模なため、『小ハ長調（独: Kleine C-Dur、英: Little C major）』の愛称で呼ばれることもある。

## 概要
1817年10月から作曲を始め、翌1818年2月にかけて完成されたこの第6番は、シューベルトの死後1ヵ月後の1828年12月14日にウィーン楽友協会主催の音楽祭で初演が行なわれた。元来、シューベルト自身は第8番（『ザ・グレート』）の演奏を希望していたが、あまりにも演奏至難だったために拒絶され、作曲家本人が替わりに本作品の楽譜を提出し、演奏された。その時の指揮はオットー・ハトヴィヒが行なった。
第5番と比較すると、はるかにシューベルトの個性が現れていると同時に、一面影響を受けたところもはるかに多様であることを示している。また、第5番と異なりベートーヴェンの交響曲がいろいろな点で模範とされており、そしてイタリア風な作法が含まれているのは、その頃ロッシーニの作品に接触することが多かったためだといわれている。

## 楽器編成
フルート2、オーボエ2、クラリネット2、ファゴット2、ホルン2、トランペット2、ティンパニ、弦五部。

## 構成
全4楽章の構成で、演奏時間は約30分。
- 第1楽章 アダージョ - アレグロ
ハ長調、4分の3拍子 - 2分の2拍子、ソナタ形式（提示部リピート付き）。

主部は木管を主とした軽やかな第1主題で始まる。第2主題もまた木管に委ねられ、弦楽器が伴奏する。

- 第2楽章 アンダンテ
ヘ長調、4分の2拍子、複合二部形式（A-B-A-B-コーダ）
ヘ長調の主要主題はヴァイオリン、次にフルート、クラリネットで示される。副主題もヴァイオリンで提示され、同様に木管へ引き継がれる。両主題が繰り返された後、主要主題に基づくコーダで曲を閉じる。

- 第3楽章 スケルツォ：プレスト - トリオ：ピウ・レント
ハ長調、4分の3拍子、三部形式。
シューベルトはここで初めてスケルツォを採用した。

- 第4楽章 アレグロ・モデラート
ハ長調、4分の2拍子、展開部を欠いたソナタ形式。
まず弦だけで第1主題が軽やかに奏され、やがて主題は高潮し、経過部に入る。第2主題は変イ長調の忙しい音階。第3主題は付点のリズムの伴奏を伴って提示される。第4主題もベートーヴェンの交響曲第7番のような付点リズムを伴う。第1主題の再現を導く連結部では、フルートとクラリネットが断続的な音を15小節にわたって続けている。再現部は型通りに進行するが、第4主題部はやや拡大されている。その後、ややテンポを上げて華々しいコーダで全曲を締めくくる。